# برینگتون فلانگ
برینگتون فلانگ (انگلیسی: Barrington Pheloung؛ ‏ ۱۰ مهٔ ۱۹۵۴ – ۱ اوت ۲۰۱۹) آهنگساز و موسیقی‌دان اهل استرالیا بود که در بریتانیا فعالیت داشت. وی بین سال‌های ۱۹۷۳ تا ۲۰۱۹ میلادی فعالیت می‌کرد.
از فیلم‌ها یا مجموعه‌های تلویزیونی که وی در آن‌ها نقش داشته‌است، می‌توان به هیلاری و جکی، فراری کوچولو، دختر فروشنده، اژدهای دوقلو، خرید، حقیقتاً، دیوانه‌وار، عمیقاً، نوسترآداموس و مأمور مخفی اشاره نمود.